# Ceylonosticta austeni
Ceylonosticta austeni – gatunek ważki z rodziny Platystictidae. Endemit Sri Lanki.